# Ягодный (Амурская область)
Я́годный — железнодорожный блокпост (населённый пункт) в Сковородинском районе Амурской области России. Входит в городское поселение Рабочий посёлок (пгт) Ерофей Павлович.

## География
Блок-пост Ягодный расположен на Транссибе к западу от районного центра, города Сковородино, и в 7 км к востоку от центра городского поселения, пгт Ерофей Павлович. Автодорога Чита — Хабаровск проходит в 1,5 км западнее населённого пункта.

## История
Блок-пост основан примерно в 1909—1911 гг. при строительстве Западно-Амурского участка Транссибирской ж.д.магистрали. Известно, что ещё до строительства Транссибирской магистрали здесь до революции 1917 г. существовал прииск Ягодный по добыче россыпного золота в долине руч. Ягодный.

## Топонимика
Название населенному пункту дано по обильному распространению в данной местности какой-либо ягоды (голубицы, брусники, моховки, малины и др.).

## Население
| 2002 | 2010 | 2012 | 2013 | 2014 | 2015 | 2016 |
| ---- | ---- | ---- | ---- | ---- | ---- | ---- |
| 16   | ↘9   | ↘8   | ↗10  | ↘7   | ↗8   | ↗9   |
| 2017 | 2018 |      |      |      |      |      |
| →9   | →9   |      |      |      |      |      |

## Инфраструктура
- Блок-пост на Транссибе (Забайкальская железная дорога).